# Granville Waldegrave, 3. Baron Radstock

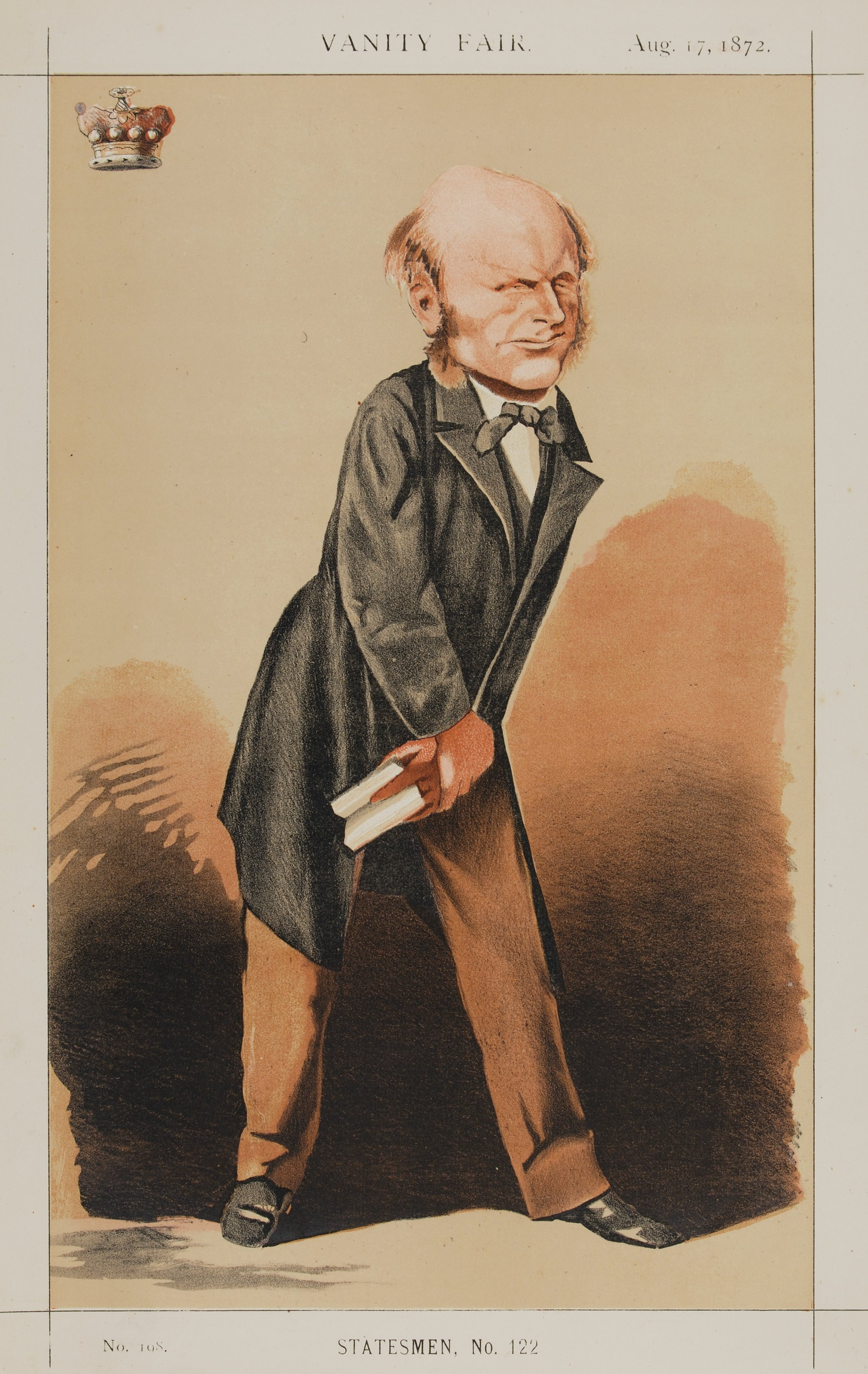
Karikatur von Adriano Cecioni in Vanity Fair, August 1872

Granville Augustus William Waldegrave, 3. Baron Radstock (in deutschen Texten meist: Lord Radstock, * 10. April 1833 in London; † 8. Dezember 1913 in Paris) war ein britischer Adliger (in der Peerage of Ireland) und Missionar.

## Familie
Beim Tod seines Vaters Granville Waldegrave, 2. Baron Radstock 1857 erbte er dessen Titel als 3. Baron Radstock. Radstock heiratete am 16. Juli 1858 Susan Calcraft (1833–1892) in der Trinity Church, Marylebone. Calcraft war die jüngste Tochter von John Hales Calcraft, dem Unterhausabgeordneten für den damaligen Wahlbezirk Wareham, und von Lady Caroline Montagu, der Tochter von William Montagu, 5. Duke of Manchester. 1889 erwarben sie das Anwesen Mayfield Park in Weston, Southampton.

## Leben
Nach dem Studium an der Universität Oxford wurde Radstock Offizier. Bei einem Einsatz im Krimkrieg 1855 erkrankte er schwer und wandte sich durch diese Krise dem evangelikalen Christentum zu. Zurückgekehrt nach England, schloss er sich mit seiner Frau den sogenannten „offenen Brüdern“ um Georg Müller in Bristol an. Radstock hielt Evangelisationsversammlungen, zuerst nur im privaten Kreis, später auf Einladung in verschiedenen Orten in England. 1866 wurde durch ihn Friedrich Wilhelm Baedeker bekehrt, den er später zur Betreuung der Neubekehrten nach Russland holte.
Aus einer Evangelisation vor russischen Adligen in Paris 1868 ergab sich eine Einladung nach Russland. Radstock reiste 1874, 1875 bis 1876 und 1878 für Evangelisationen nach St. Petersburg und konnte dort eine Erweckung in Adelskreisen auslösen. Er beeinflusste dort vor allem Wassili Alexandrowitsch Paschkow (1831–1902), nach dem die neue Bewegung in Russland Paschkowianer genannt wurde. Auch Modest Modestowitsch von Korff, Hofmarschall und Zeremonienmeister am Zarenhof, gehörte zu den Bekehrten. Nachdem sich von Seiten der orthodoxen Kirche Widerstand gebildet hatte und Radstock nicht mehr nach Russland einreisen durfte, wandte er sich nach Indien. Vortragsreisen machten ihn auch in der Erweckungsbewegung in Deutschland bekannt. Trotz seiner Stellung lebte er sehr einfach und engagierte sich in den sozialen Brennpunkten Londons.